# Нгуну, Вильям
Вильям Тонжи Нгуну (фр. William Tonji N'Gounou; род. 31 июля 1983, Бангангте, Западный регион) — нигерский футболист, нападающий шведского клуба «Балкан». Выступал за национальную сборную Нигера.

## Клубная карьера
Начал карьеру в 2000 году в составе камерунской «Спортивной академии Каджи». В 2004 году нападающий перешёл в «АСФАН». После этого являлся игроком шведских клубов из низших дивизионов — «Русенгорда» (2008—2010), «Лимхамн Бункефлу» (2011—2012), «Преспа Бирлик» (2011—2012), «БС Мальмё» (2013), «Лимхамнс» (2016) и «Балкан» (с 2017 года).

## Карьера в сборной
В составе национальной сборной Нигера дебютировал 9 февраля 2011 года в товарищеском матче против Марокко (0:3). В качестве игрока национальной команды выступал на двух Кубках африканских наций в 2012 и 2013 годах, где Нигер не сумел преодолеть групповой этап. Нгуну забил исторический первый гол Нигера на Кубке африканских наций в 2012 году в ворота Туниса (1:2). Выступления за сборную завершил в 2013 году, проведя к этому моменту 17 официальных игр и отметившись 2 забитыми голами.